# Narodowe Muzeum Nauki i Historii Naturalnej Narodowej Akademii Nauk Ukrainy
Narodowe Muzeum Nauki i Historii Naturalnej Narodowej Akademii Nauk Ukrainy (ukr. Національний науково-природничий музей НАН України) – muzeum historii naturalnej w Kijowie działające w ramach Narodowej Akademii Nauk Ukrainy. Jedno z największych muzeów naukowo-badawczych historii naturalnej na świecie.

## Historia
Muzeum zostało założone w 1966 jako zintegrowany kompleks pięciu muzeów: geologicznego, paleontologicznego, zoologicznego, botanicznego oraz archeologicznego. Mieści się w zabytkowej kamienicy w centrum miasta.
Na powierzchni 8 000 m² znajduje się 24 sale wystawowe, w których prezentowanych jest ponad 30 000 eksponatów ilustrujących ewolucję Ziemi, rozwój życia roślinnego i zwierzęcego, a także historię kultury materialnej ludów zamieszkujących Ukrainę. Centralnym elementem wystawy są 30 dioram – ekspozycji krajobrazowych i biogrup.
W 1996 roku, decyzją Prezydenta Ukrainy, Muzeum otrzymało status Narodowego, co stanowiło uznanie jego osiągnięć na arenie krajowej i międzynarodowej. Obecnie uważane jest za jedną z najważniejszych instytucji muzealnych i badawczych historii naturalnej w Europie.

## Działalność
Muzeum prowadzi działalność badawczą, opartą na bogatych zbiorach naukowych, oraz zajmuje się popularyzacją wiedzy przyrodniczej. Wkład instytucji obejmuje również działania na rzecz ochrony środowiska i edukacji estetycznej.